# Bogdan Grad
Bogdan Grad (* 28. September 1995 in Timișoara) ist ein professioneller österreichisch-rumänischer MMA-Kämpfer. Er tritt in der Klasse Federgewicht in der US-Organisation Ultimate Fighting Championship (UFC) an.

## Leben
Seine Eltern stammen aus Rumänien und sind nach Österreich übersiedelt als Bogdan Grad 10 Jahre alt war. Zu diesem Zeitpunkt stieg er in die 3. Klasse Volksschule in Weiz ein und absolvierte danach die Handelsschule Grazbachgasse. Darüber hinaus hat er die Lehre als Fitnessbetreuer und die Ausbildung zum Immobilienmakler Assistent abgeschlossen sowie in dieser Branche auch gearbeitet. Im Jänner 2013 begann er im Champions Gym in Graz bei den Brüdern Gerhard und Michael Ettl MMA zu trainieren.

## MMA-Karriere
Als Amateur hat er in der IMMAF, dem weltgrößten Amateur MMA Verband der Welt gekämpft und 24 Kämpfe bestritten davon 18 Siege und 6 Niederlagen. 2018 hat er für Österreich die Bronzemedaille bei der IMMAF-Europameisterschaft 2018 erkämpft. Einstieg ins Profilager 2019.

## Liste der Profikämpfe
| Ergebnis   | Bilanz | Gegner            | Datum      | Veranstaltung                    | Methode                   | Runde | Zeit |
| ---------- | ------ | ----------------- | ---------- | -------------------------------- | ------------------------- | ----- | ---- |
| Sieg       | 1-0    | Nemanja Cvisic    | 02.02.2019 | Cage FS 9                        | Punches                   | R1    | 3:00 |
| Sieg       | 2-0    | Mirko Jovanović   | 25.05.2019 | TSN Fight Night 1                | Leg Kicks                 | R1    | 1:35 |
| Sieg       | 3-0    | Bence Niedermayer | 29.06.2019 | Mix Fight Night 8                | Punch                     | R1    | 3:43 |
| Sieg       | 4-0    | Ion Vodă          | 05.10.2019 | INNFERNO Fighting Championship 4 | Kimura                    | R1    | 2:32 |
| Sieg       | 5-0    | Predrag Jovanović | 30.11.2019 | Night of Warriors 5              | Decision                  |       |      |
| Sieg       | 6-0    | Darius Betean     | 25.09.2021 | Blood Fight League               | Ground & Pound            | R1    | 2:10 |
| Niederlage | 6-1    | Andrei Carauș     | 25.09.2021 | Blood Fight League               | Decision                  |       |      |
| Sieg       | 7-1    | David Tečer       | 04.09.2022 | Cage FS 10                       | Ground & Pound            | R1    | 4:26 |
| Sieg       | 8-1    | Gökhan Aksu       | 11.06.2022 | INNFERNO Fighting Championship 5 | Ground & Pound            | R1    | 4:57 |
| Sieg       | 9-1    | Christian Mach    | 09.09.2022 | Cage FS 11                       | Standing Guillotine Choke | R2    | 4:05 |
| Sieg       | 10-1   | Tudor Dermenji    | 29.10.2022 | Cage FS 12                       | Spinning Heel Kick        | R2    | 3:20 |
| Sieg       | 11-1   | Renzo Mendez      | 03.10.2023 | Cage FS 13                       | Decision                  |       |      |
| Niederlage | 11-2   | Tom Nolan         | 08.08.2023 | Contender Series 2023            | Left Hook & Ground Punch  | R1    | 1:23 |
| Sieg       | 12-2   | Breno Marinho     | 10.11.2023 | Cage FS 14: Grad vs Marinho      | Flying Knee               | R2    | 0:38 |
| Sieg       | 13-2   | Caionã Batista    | 15.03.2024 | Cage FS 15                       | Guillotine Choke          | R1    | 1:03 |
| Sieg       | 14-2   | Michael Aswell    | 27.08.2024 | Contender Series 2024            | Decision                  |       |      |
| Quelle:    |        |                   |            |                                  |                           |       |      |

## Karriere in der UFC
Den ersten Versuch einen UFC Vertrag zu bekommen scheiterte am 8. August 2023 gegen Tom Nolan bei der Contender Series (2023). Beim zweiten Antritt bei der Contender Series (2024) am 27. August 2024 in Las Vegas konnte Bogdan Grad seinen Kontrahenten Michael Aswell durch Decision bezwingen. Daraufhin erhielt er von Dana White einen UFC-Profivertrag, welcher meinte "Das war einer der besten Fights, die wir bei der Contender Series jemals gesehen haben".